# Francisco Ramos
Francisco Ramos – chilijski zapaśnik walczący w obu stylach. Zajął dziewiąte miejsce na mistrzostwach panamerykańskich w 1994. Srebrny medalista mistrzostw Ameryki Południowej w 1992 i 1993, a brązowy w 2000 i 2011 roku.